# Hemmemabuurt

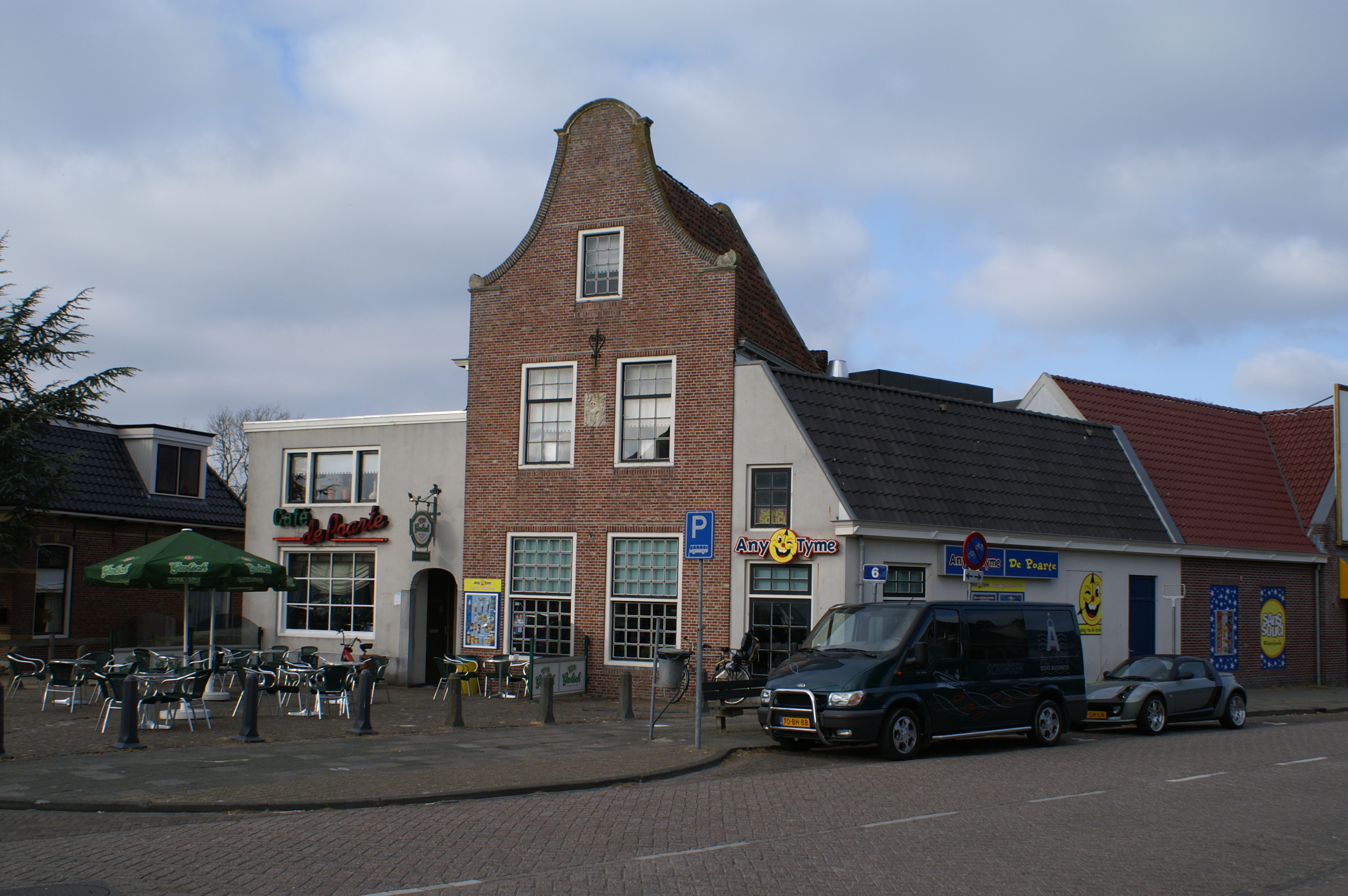
Hemmemapoort, poortgebouw van voormalige Hemmemastate

Hemmemabuurt (Fries: Hemmemabuorren) is een buurtschap in de Nederlandse provincie Friesland. De buurtschap ligt nabij Berlikum. Hemmemabuurt behoort tot de gemeente Waadhoeke.
In de tweede helft van de 15e eeuw bewoonde ene Doeke Hemmema het Hemmema huys of Hemmema State, een stins die met een bolwerk was versterkt. De familie Hemmema had eerder al een huis met de naam Hemmemma statthem nabij Beetgum.
De voormalige toegangspoort van de Hemmema State is bewaard gebleven.
Steden, dorpen en gehuchten: Achlum · Baijum · Beetgum · Beetgumermolen · Berlikum · Blessum · Boer · Boksum · Deinum · Dongjum · Dronrijp · Engelum · Firdgum · Franeker · Herbaijum · Hitzum · Klooster-Lidlum · Marssum · Menaldum · Minnertsga · Nij Altoenae · Oosterbierum · Oudebildtzijl · Peins · Pietersbierum · Ried · Ritsumazijl · Schalsum · Schingen · Sexbierum · Sint Annaparochie · Sint Jacobiparochie · Slappeterp · Spannum · Tzum · Tzummarum · Vrouwenparochie · Welsrijp · Westhoek · Wier · Winsum · Zweins

Buurtschappen: Arkens · Bonkwerd · Dijkshoek · Doijum · Fatum · Hatsum · Hemmemabuurt · Het Hooghout · Kie · Kiesterzijl · Kingmatille · Klooster Anjum · Koehool · Laakwerd · Lutjelollum · Miedum · Nieuwebildtzijl · Oosterend · Oosthoek · Rewerd (deels) · Roptazijl (deels) · Salverd · Schildum · Sopsum · Stad Niks · Tolsum · Tritzum · Tjeppenboer · Vrouwbuurtstermolen (deels) ·  Weakens · Westerend · Zwarte Haan

Voormalige buurtschappen: Barrum · De Kampen · De Poelen · De Vlaren · Dijksterhuizen · Franjumerburen · Holprijp · Koum · Langwerd · Teetlum · Memerd · War 

Friesland: Steden en dorpen      Nederland: Provincies · Gemeenten